# アルティマ・スポーツ・アルティマRS
アルティマRS（英: Ultima RS）は英国自動車メーカー、アルティマ・スポーツ（Ultima Sports）社が突如2019年7月にグッドウッド・フェスティバル・オブ・スピード2019にて初公開したアルティマ・スポーツ社のブランド最強、最速モデル（2019年現在）のスポーツカーである。

## 概要
アルティマRSは1980年代から1990年代の耐久レースにて活躍をしていたグループCカーからインスパイアされている。
パワートレインはゼネラルモーターズ製コルベット用6.2リッターV8エンジンを搭載。またハイエンドモデルを純正チューンすると1200 psまで上げることができ、これは今までの最高モデル「アルティマ・エボリューション」（Ultima Evolution）の1034 psを大きく上回る事になる。
また空力面でも相当改善されているのがうかがえる。
マシンの購入にはキットカーとしての購入も可能である。

## パワートレイン
前述した通り、パワートレインはゼネラルモーターズ製コルベット用6.2リッターV8エンジンを搭載する。また3種のモデル（クラス）が設定されており、以下の通りである。
| 0-60mph:               | 3.0 secs           |
| 0-100mph:              | 6.2 secs           |
| 30-70mph:              | 2.3 secs           |
| 0-150mph:              | 12.9 secs          |
| 0-100-0mph:            | 10.1 secs          |
| Standing quarter mile: | 11.2 secs @ 131mph |
| Top speed:             | 180+ mph           |

| 0-60mph:               | 2.5 secs                   |
| 0-100mph:              | 5.2 secs                   |
| 30-70mph:              | 1.7 secs                   |
| 0-150mph:              | 10.1 secs                  |
| 0-100-0mph:            | 9.1 secs                   |
| Standing quarter mile: | 9.8 secs @ 144mph          |
| Top speed:             | 210+ mph (gearing limited) |

| 0-60mph:               | 2.3 secs                   |
| 0-100mph:              | 4.8 secs                   |
| 30-70mph:              | 1.5 secs                   |
| 0-150mph:              | 8.9 secs                   |
| 0-100-0mph:            | 8.7 secs                   |
| Standing quarter mile: | 9.2 secs @ 156mph          |
| Top speed:             | 250+ mph (gearing limited) |

※なおこれも前述のとおりハイエンドモデルを純正チューンすると1200 psまで上げることができるとされる（この時、限界速度は402 km/hと言われている。これは使用するギアボックスであるポルシェ製6速MTの限界値とされているためである。）。
※表はアルティマRS公式ウェブサイトから。

## 車体
車体は炭素繊維を多用して軽量化を図っておりその重量は930 kg。※オプションによっては変動。
また空力面でもエアロパーツが他の車種よりも多く見ることができ、ダウンフォースや気流のコントロールへのデザインも他のモデルより多いのが顕著に表れている。

## 実用性
アルティマ・スポーツ社はこの車を用途が広いスポーツカーとしており、旅行するのにも理想としている。
レース向きの車ではあるが、油圧式のリフトアップシステム、トランク、エアコン、ナビゲーション、バックカメラ、パーキングセンサーがあり、実用的で公道でも走ることは可能とされている。

## 価格
公式によるとBMW・M3ほどである。約800万円ほど。ランボルギーニのウラカンよりも安価。